# شارلین فن اسنیک

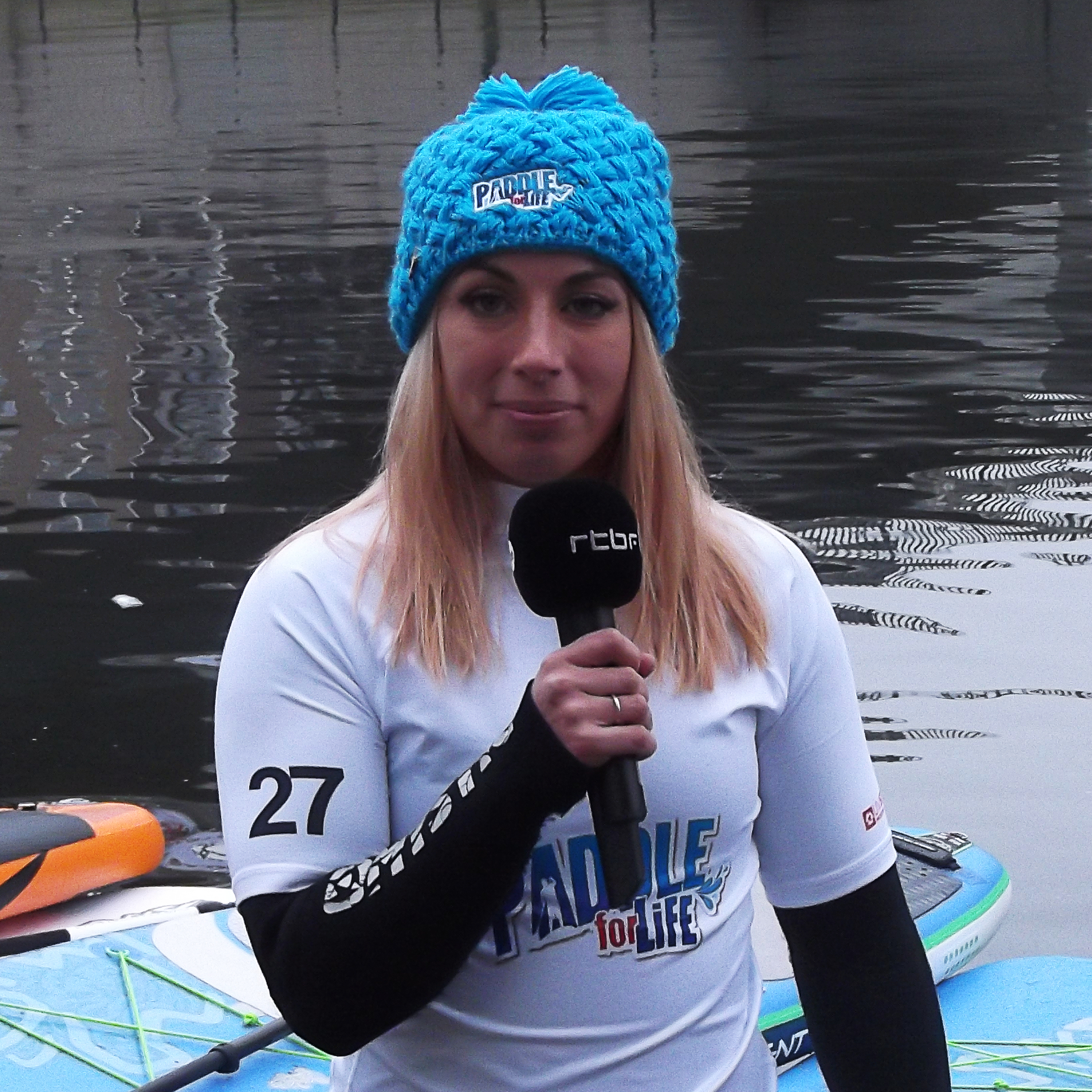
شارلین فن اسنیک - ۲۰۱۶

شارلین فن اسنیک (هلندی: Charline Van Snick؛ زادهٔ ۲ سپتامبر ۱۹۹۰) جودوکار زن اهل بلژیک است.